# Мистицизм
Мистици́зм (от др.-греч. μυστικός — таинственный) — философское и богословское учение, а также особый способ понимания и восприятия мира, основанный на эмоциях, интуиции и иррационализме. Под мистическим опытом понимают опыт прямого личностного общения, слияния или постижения некоей абсолютной реальности и абсолютной истины, а в рамках религий часто отождествляемой с Богом или Абсолютом. В утверждении возможности непосредственного единения с Богом или Абсолютом состоит суть мистицизма. Различные мистические доктрины встречаются во всех мировых религиях и верованиях и имеют общие черты: тяготеют к интуитивизму и символизму; предполагают практику определённых психофизических упражнений или медитаций, необходимых для достижения определённого состояния разума и психики. К мистицизму относят тантризм (индуистский и буддийский, или ваджраяну), дзэн, каббалу, розенкрейцерство, хасидизм, гностицизм, исихазм, суфизм и некоторые другие учения.

## Христианство
Мистицизм свойственен как западному, так и восточному христианству, однако есть разные точки зрения на значение мистицизма в разных конфессиях. Так, Иоанн Мейендорф и Евгений Торчинов считали, что мистицизм более развит в православии (исихазм). Павел Флоренский писал о «воображательной» мистике католиков, противопоставляемой «умной» мистике православных. По поводу последней Каллист (Уэр) пишет:

Всякое истинно православное богословие мистично: как мистицизм в отрыве от богословия становится субъективизмом и ересью, так и богословие в отрыве от мистицизма вырождается в сухую схоластику, «академичную» в дурном смысле слова.

Также мистицизм уникальным образом развит в ещё одной из ветвей христианства, а именно протестантизме.[прояснить]

## Античность
Ещё в античной Греции практиковались так называемые мистерии — тайные религиозные обряды, участники которых переживали особый вид религиозного опыта. Мистерии, как правило, включали в себя пиры, ритуальные пляски и церемонии, в частности, обряды посвящения, символизировавшие смерть и воскресение.

## Древняя Индия
В религиях древней Индии весьма силён мистический аспект. Например, высшим идеалом религиозной практики среди последователей философской школы адвайта-веданта является «мокша» — освобождение из сансары (бесконечной цепи перерождений; круговорота рождений и смертей в мирах) и слияние с Абсолютом (Брахманом). Традиционная йога также представляет собой систему духовной и телесной практики, позволяющую достичь мистического прозрения и тесно связанную с индуистской доктриной адвайты — растворении всего индивидуального в абсолютном единстве Брахмана.

## Буддизм
Разные школы буддизма предлагают разные методы достижения мистических состояний. Искусные методы, используемые для этого, называются «упайя».
Высшие тантрические учения (Ваджраяна) в русле Махаяны, к которым относят учения тибетского буддизма (дзогчен, махамудра, мадхьямака и другие) и японского сингон, предлагают познание духовной мудрости через специальные практики распознания своей истинной природы. Тхеравада использует медитацию випассана для приобретения мудрости.
В Дзен (Чань) постижение мудрости происходит путём особой передачи знаний от мастера к ученику, например, с помощью коанов — парадоксальных коротких рассказов-загадок, понять и решить которые можно только интуитивно. Такое постижение порождает мистические прозрения, являющиеся важными этапами на пути к просветлению.

## Китай
Для Китая характерны нетеистические религии, поэтому место Бога в мистических религиозных практиках занимают трансцендентные начала — Пустота (шуньята) в буддизме и Дао в даосизме. Большинство буддистских школ провозглашают важность медитации и мистического созерцания как средств достижения нирваны.

## Исламский мистицизм
Суфийские мистики и аскеты не были удовлетворены традиционным религиозным опытом ислама и стремились к личному союзу с Богом и обретению непосредственного интуитивного познания Аллаха. Целью также провозглашалось освобождение души от оков низшего «я» и переживание истинной реальности (хакика).
Суфизм в интерпретации выразителей идей неосуфизма, таких как  Хазрат Инайят Хан (1882—1927),  Идрис Шах (1924—1996) и других, претендует на роль  универсального мистического (сакрального) знания, стоящего над религией и философией, и являющегося духовным основанием всех религиозных и философских доктрин.

## Иудейский мистицизм
Иудейский мистицизм наиболее представлен в каббале и хасидизме.

## Нью-эйдж
Многочисленные течения нью-эйджа нередко берут за основу мистические методы мировых религий, часто сильно видоизменяя или примешивая другие влияния. Целями нью-эйджевского мистицизма часто является:
- достижение глубоких медитативных состояний,
- психонавтика — погружение в необычные, пограничные и изменённые состояния сознания,
- передача сознания (телепатия, телекинез, магия, гипноз, суггестия),
- оперирование в трансперсональной реальности (например, внетелесные переживания),
- духовный рост.

Основной целью движения нью-эйдж  декларируется достижение нового уровня сознания и личностный рост.